# Nickel und Horn
Nickel und Horn sind die namensgebenden Helden einer Kinderbuchreihe über zwei Tierdetektive von Florian Beckerhoff, die seit 2017 im Thienemann-Verlag erscheint und 2018 mit dem Lesekompass der Leipziger Buchmesse und der Stiftung Lesen ausgezeichnet wurde. Die Hörspiel-Adaption lief 2021 im WDR bei der Sendung mit der Maus im Radio.

## Inhalt
Der ehemalige Piratenpapagei Horn und die Meerschweinchendame Nickel wohnen bei dem pensionierten Privatdetektiv Herrn Locke, für den sie früher als Assistenten gearbeitet haben. Seit Herr Locke überhaupt nicht mehr ermitteln darf, übernehmen Nickel und Horn immer wieder die Aufgabe, die Fälle zu lösen.

## Bände
- Nickel und Horn 1: Zwei Detektive mit Durchblick. Thienemann Verlag, Stuttgart 2017, ISBN 978-3-522-18436-6.

In ihrem ersten Fall Zwei Detektive mit Durchblick müssen Nickel und Horn das dem Nachbarsjungen Paul gestohlene hinterafrikanische Pupsetier wiederfinden.
- Nickel und Horn 2: Sondereinsatz für Frau Perle. Thienemann Verlag, Stuttgart 2019, ISBN 978-3522184953.

In ihrem zweiten Fall Sondereinsatz für Frau Perle machen Nickel und Horn sich auf die Suche nach der verschollenen Haushälterin Frau Perle.
- Nickel und Horn 3: Auf Safari. Thienemann Verlag, Stuttgart 2020, ISBN 978-3522185424.

In ihrem dritten Fall Auf Safari reisen Nickel und Horn nach Afrika, wo sie den Dieb der Formel für das ewige Leben aufspüren müssen.